# オカオグルマ
オカオグルマ（丘小車、学名：Tephroseris integrifolia subsp. kirilowii）はキク科オカオグルマ属の多年草。かつて、キオン属に含められていた。 

## 分布と生育環境
日本では本州、四国、九州に分布し、海外では朝鮮、中国、台湾、ロシア、モンゴルに分布する。生育場所は乾いた日当たりのよい草原に自生する。

## 特徴
花茎の高さは20cmから60cmになり、黄色の舌状花と筒状花で構成されるキク科の特徴をもつ、直径4cm程の花を車輪状につける。花期は5月から6月頃。花期にも毛を多く持つ根生葉がある。
近縁種のサワオグルマに似ているが、オカオグルマの痩果は有毛、サワオグルマの痩果は無毛である。

## ギャラリー
- 花期の根生葉

## 近縁種
- サワオグルマ 沢小車 Senecio pierotii